# Gornje Lopiže
Gornje Lopiže (en serbe cyrillique : Горње Лопиже) est un village de Serbie situé dans la municipalité de Sjenica, district de Zlatibor. Au recensement de 2011, il comptait 40 habitants.

## Démographie
| 1948 | 1953 | 1961 | 1971 | 1981 | 1991 | 2002 | 2011 |
| ---- | ---- | ---- | ---- | ---- | ---- | ---- | ---- |
| 298  | 298  | 294  | 243  | 169  | 105  | 57   | 40   |

|  |

## Personnalité
Le héros national Jezdimir Lović (1919-1943) est né dans le village.